# Red Ball Expressz

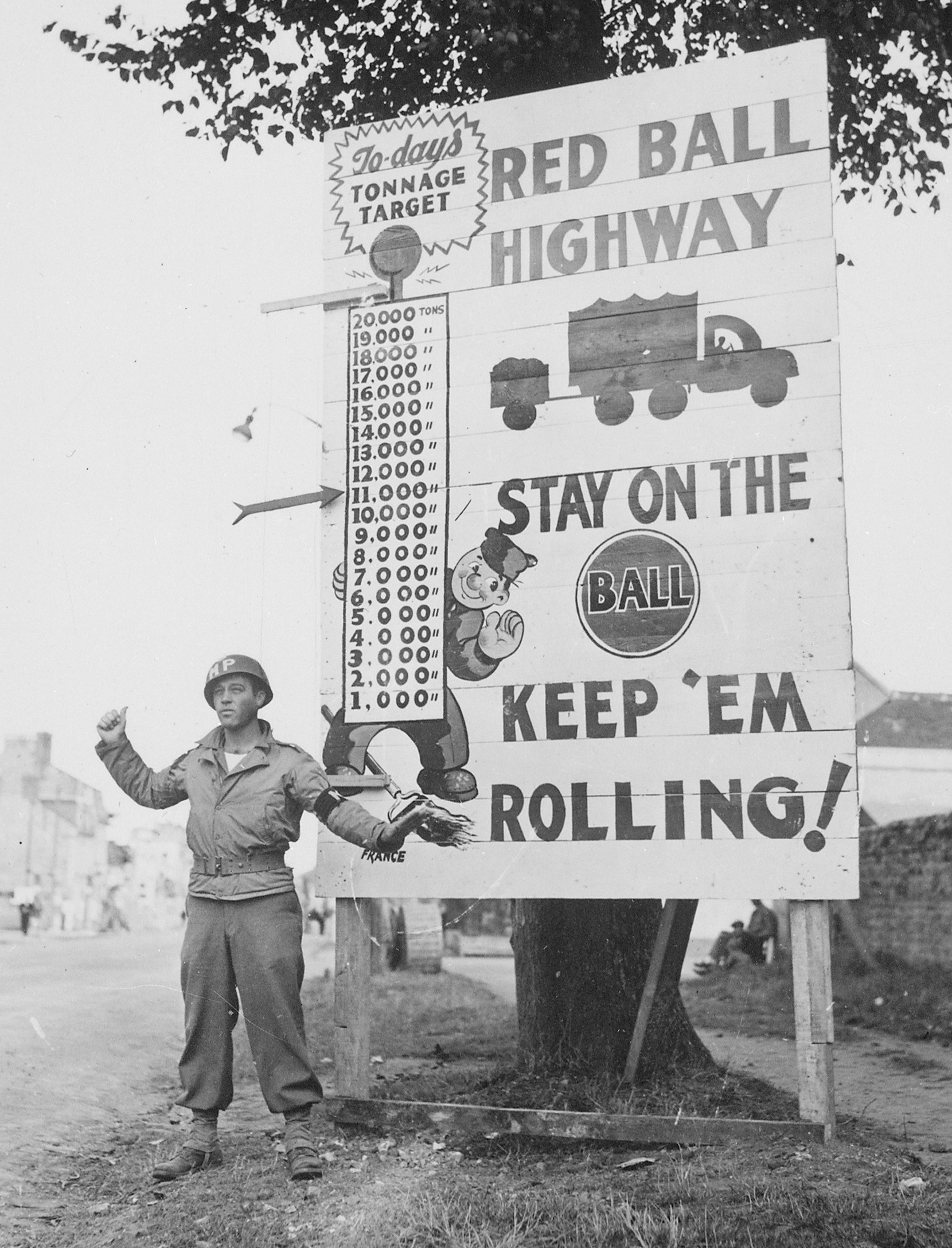
Tábla a Red Ball útvonala mentén

A Red Ball Expressz (magyarul: Vörös golyó expressz) egy hatalmas konvojrendszer volt, amit a szövetségesek hoztak létre a második világháború során. A konvoj célja a normandiai partraszállást követően, a csapatok előrenyomulását utánpótlásokkal biztosítani, a hadtáp útvonalat megteremteni. A „Red Ball” kifejezés vasúti körökben volt használatos, ami elsőbbséget élvező, soron kívüli szállítmányra utalt. A konvojrendszer mindössze három hónapig működött, 1944. augusztus 25-étől november 16-áig, amikor is megnyitották a kikötőt Antwerpenben. A kifejezést gyakran használják minden második világháborús hadtápkonvojra is. 

## Áttekintés
A francia vasúthálózatot a szövetséges légierő megsemmisítette még az invázió megkezdése előtt, hogy a németek ne tudják használni. Ennek eredménye volt, hogy a szövetségesek is csak a teherautókra hagyatkozhattak. A Szajna felé tartó versenyfutásban 28 szövetséges hadosztály vett részt. Az előrenyomulással járó támadások során minden hadosztály körülbelül 700-750 tonnányi utánpótlást emésztett fel naponta, ami összesen nagyjából 20000 tonna minden nap. Működése tetőpontján a Red Ball Expressz 5958 járművet mozgatott és körülbelül 12500 tonna utánpótlást szállított naponta. Az emberei által csak „Kis Patton” néven emlegetett Loren Albert Ayers ezredes volt a felelős azért, hogy minden teherautóra két sofőrt ültessen, beszerezze a különleges felszereléseket és sofőröknek képezze ki a kikötő zászlóaljának legénységét rövid távú szállítmányokhoz. 

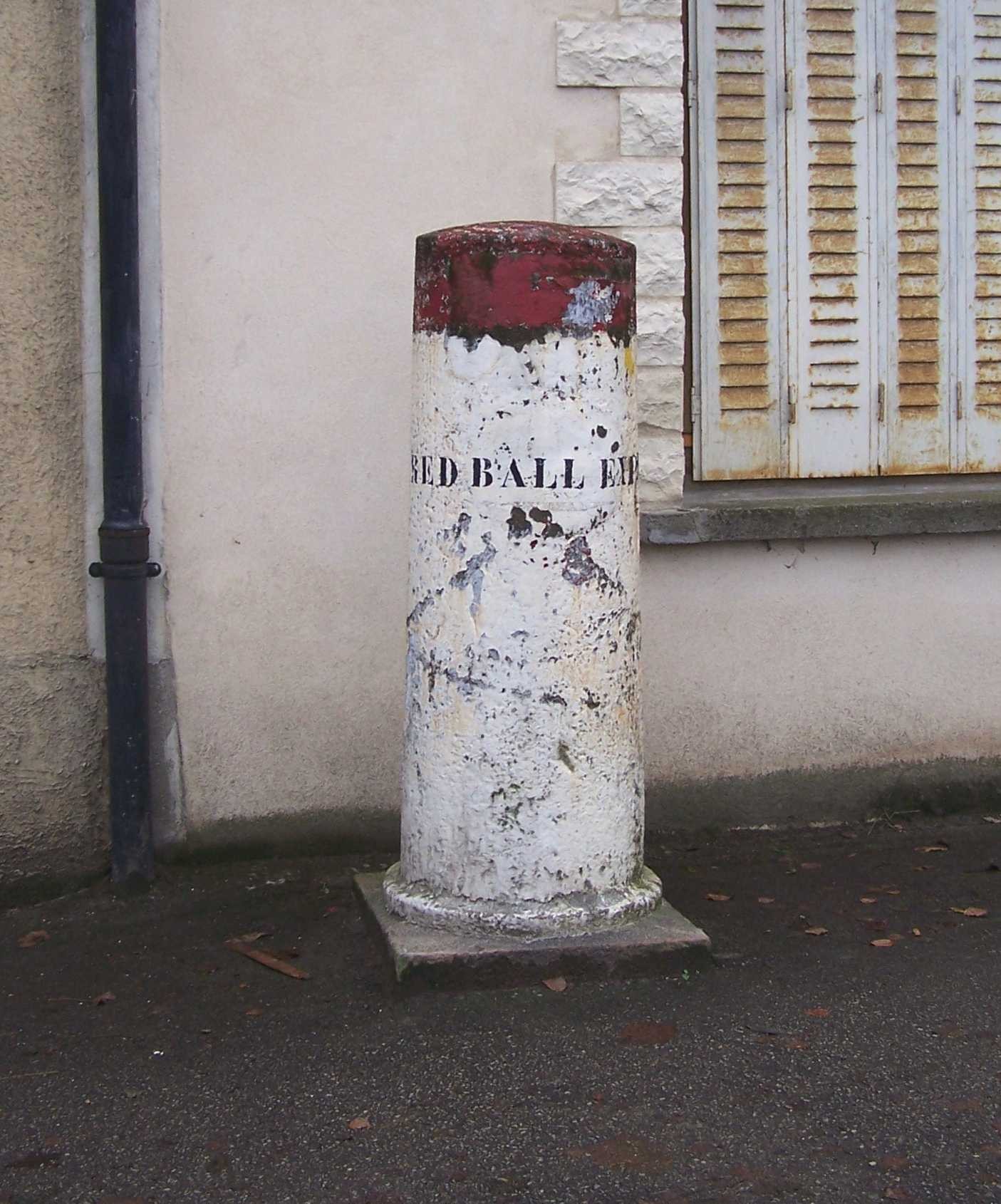
Emlékkő La Queue-lez-Yvelines falujában (Yvelines)

A szállítmányok késedelem nélküli áramlása érdekében, két útvonalat nyitottak Cherbourgból az előretolt logisztikai bázisig Chartres-ben. Az északi útvonalon odafelé haladt a szállítókonvoj, míg a délin a visszatérő teherautók jöttek. A civil közlekedés tilos volt mindkét úton. A konvojoknak legalább öt teherautóból kellett állniuk, amit elöl és hátul is egy Jeep kísért. A valóságban azonban nem volt szokatlan, hogy magányos teherjárművek induljanak útnak, amint megpakolták őket. Az is megszokott volt, hogy kiiktatták a motor fordulatszám tiltását, hogy nagyobb erőt fejtsen ki a dombokra való felkapaszkodáshoz. 
A konvojok a Luftwaffe elsődleges célpontjai voltak, habár 1944-re az ereje annyira megfogyatkozott, hogy még ezek a csábító és könnyű célpontok elleni támadások is ritkák voltak. A legnagyobb problémát a járművek javítása, az alvás és a sofőrök hiánya jelentette. A legtöbb Red Ball sofőr katonai szolgálatra alkalmas afroamerikai volt, akiket a frontszolgálattól eltiltottak, de egyéb feladatokra alkalmaztak.

## Tömegkultúra
- 1952-ben Red Ball Express címmel készült mozifilm. A 12 részes Roll Out tévésorozat, amelyet a CBS vetített 1973 és 74 között, nagyjából erre a mozifilmre épül.
- A Company of Heroes című számítógépes játék egyik küldetése során a Red Ball Expressz egyik útvonalát kell megnyitni és a konvojt megvédeni.